# کریستین آلوارز (بازیکن فوتبال، زاده ژانویه ۱۹۷۸)
کریستین آلوارز (انگلیسی: Cristian Álvarez؛ زادهٔ ۹ ژانویهٔ ۱۹۷۸) بازیکن فوتبال اهل آرژانتین است.
از باشگاه‌هایی که در آن بازی کرده‌است می‌توان به باشگاه ورزشی تنریف، باشگاه فوتبال آرسنال ساراندی، باشگاه فوتبال کوردوبا، باشگاه فوتبال لانوس، باشگاه فوتبال راسینگ سانتاندر، و باشگاه فوتبال آرژانتینوس جونیورز اشاره کرد.